# Міжнародний комітет з систематики прокаріотів
Міжнародний комітет з систематики прокаріотів (МКСП) (англ. International Committee on Systematics of Prokaryotes (ICSP)), раніше Міжнародний комітет з систематичної бактеріології (МКСБ) (англ. International Committee on Systematic Bacteriology (ICSB)) — орган, який здійснює нагляд за номенклатурою прокаріотів, визначає правила, за якими називаються прокаріоти та чия Судова Комісія (англ. Judicial Commission) видає Висновки щодо таксономічних питань, вносить зміни до Бактеріологічного кодексу, тощо.

## Склад
МКСП складається з виконавчої ради, членів комітету з прийняття рішень (судової комісії) та членів, обраних від товариств-членів Міжнародного союзу мікробіологічних товариств (МСМТ) (англ. International Union of Microbiological Societies (IUMS)). Крім того, МКСП має низку підкомітетів, які займаються питаннями номенклатури та систематики окремих груп прокаріотів.

### Підкомітети
МКСП має низку підкомітетів, які займаються питаннями номенклатури та систематики окремих груп прокаріотів. До них належать такі: Aeromonadaceae, Vibrionaceae та споріднені організми; роди Agrobacterium і Rhizobium; Bacillus та споріднені організми; Bifidobacterium, Lactobacillus та споріднені організми; рід Brucella; Burkholderia, Ralstonia та споріднені організми; Campylobacter та споріднені бактерії; Clostridia та клостридіумоподібні організми; Comamonadaceae та споріднені організми; родина Enterobacteriaceae; флавобактерієподібні та цитофагоподібні бактерії; грам-негативні анаеробні паличкоподібні бактерії;  родина Halobacteriaceae; родина Halomonadaceae; рід Leptospira; рід Listeria; метаногени; підряд Micrococcineae; родини Micromonosporaceae, Streptosporangiaceae та Thermomonosporaceae; клас Mollicutes; рід Mycobacterium; Nocardia та споріднені організми; родина Pasteurellaceae; фототрофні прокаріоти; Pseudomonas, Xanthomonas та споріднені організми; підряд Pseudonocardineae; стафілококи та стрептококи та родина Streptomycetaceae.